# Agutik
Az agutik (Dasyprocta) az emlősök (Mammalia) osztályának rágcsálók (Rodentia) rendjébe, ezen belül az agutifélék (Dasyproctidae) családjába tartozó nem.

## Rendszerezés
A nembe az alábbi 11 faj tartozik:
- Azara-aguti (Dasyprocta azarae) Lichtenstein, 1823
- Coiba-szigeti aguti (Dasyprocta coibae) Thomas, 1902
- guyanai aguti (Dasyprocta cristata) E. Geoffroy, 1803
- kormos aguti (Dasyprocta fuliginosa) Wagler, 1832
- venezuelai aguti (Dasyprocta guamara) Ojasti, 1972
- Dasyprocta kalinowskii Thomas, 1897
- arany aguti vagy közönséges aguti (Dasyprocta leporina) Linnaeus, 1758 – típusfaj
- mexikói aguti (Dasyprocta mexicana) Saussure, 1860
- Dasyprocta prymnolopha Wagler, 1831
- közép-amerikai aguti (Dasyprocta punctata) Gray, 1842
- Roatin-aguti (Dasyprocta ruatanica) Thomas, 1901